# Grace Elizabeth
Grace Elizabeth Harry Cabe (Lake City, 18 marzo 1997) è una supermodella statunitense che ha ottenuto la consacrazione lavorando con l'azienda di abbigliamento Guess. Ha iniziato a sfilare per il Victoria's Secret Fashion Show nel 2016 ed è diventata testimonial del loro marchio PINK. Nel 2019 è diventata una Victoria's Secret Angel.

## Biografia
Quando Grace Elizabeth aveva 16 anni, sua madre inviò le sue foto alla NEXT Management di Miami, considerandolo un investimento finanziario, e in seguito Grace iniziò a lavorare nella loro divisione di New York. Nel 2015 avviò la sua carriera di modella per campagne stampa per Guess e Polo Ralph Lauren. Nel febbraio 2016 ha debuttato in passerella a New York sfilando per Diane von Fürstenberg e, in quella stessa stagione, ha inoltre sfilato esclusivamente a Parigi per Miu Miu, essendo stata selezionata da Miuccia Prada. Nel giugno 2016 ha iniziato a comparire regolarmente negli editoriali di Vogue America, e nel novembre successivo ha debuttato al Victoria's Secret Fashion Show ed è stata annunciata come portavoce di PINK, prendendo parte inoltre alla medesima sfilata nel 2017 e nel 2018. Dall'aprile 2019 fa parte dei Victoria's Secret Angel.
Nel luglio 2017 è stata fotografata da Steven Meisel per due copertine di Vogue Italia. È inoltre apparsa sulla copertina di Vogue Russia (aprile 2017 e aprile 2018), Vogue España (maggio 2017), Vogue China (ottobre 2017), Vogue México (dicembre 2017), Vogue Deutschland (febbraio 2018), Vogue Paris (marzo 2018) e Vogue Corea (giugno 2018). Ha posato per la sua prima copertina statunitense all'inizio del 2018 per V al fianco di Sam Smith.
Nel 2017 ha sfilato per la prima volta per Chanel e ha chiuso la sfilata P/E 2018 e la sfilata Pre-Fall 2018 ad Amburgo, in Germania. Ha inaugurato la sfilata A/I 2018 del medesimo brand ed è stata fotografata da Karl Lagerfeld per la campagna primaverile del marchio. La troviamo inoltre in campagne stampa per Versace, Michael Kors, Max Mara, Hugo Boss, Carolina Herrera, Tory Burch, Zara, Net-a-porter, Topshop e Gap. Nel maggio 2018 è stata annunciata come nuovo volto per Estée Lauder.
Ha sfilato per stilisti di alta moda come Michael Kors, Alexander Wang, Tommy Hilfiger, Carolina Herrera, Ralph Lauren, Oscar de la Renta, Tory Burch, Dolce & Gabbana, Missoni, Alberta Ferretti, Max Mara, Fendi, Versace, Moschino, Bottega Veneta, Stella McCartney, Giambattista Valli, Lanvin, Isabel Marant, Elie Saab, Mugler, Balmain e Chanel durante le settimane della moda di New York, Milano e Parigi. È apparsa in editoriali per le edizioni internazionali di Vogue, Harper's Bazaar, Elle, Interview Magazine, V, W e Love Magazine.

## Vita privata
Divide il suo tempo tra New York e la sua città natale. Studia nutrizione alla Kaplan University e il 19 marzo 2020 ha sposato il tedesco Nicolas Krause, con il quale ha avuto un figlio, Noah Krause, all'inizio del 2021.